# Гусари (рід кавалерії)

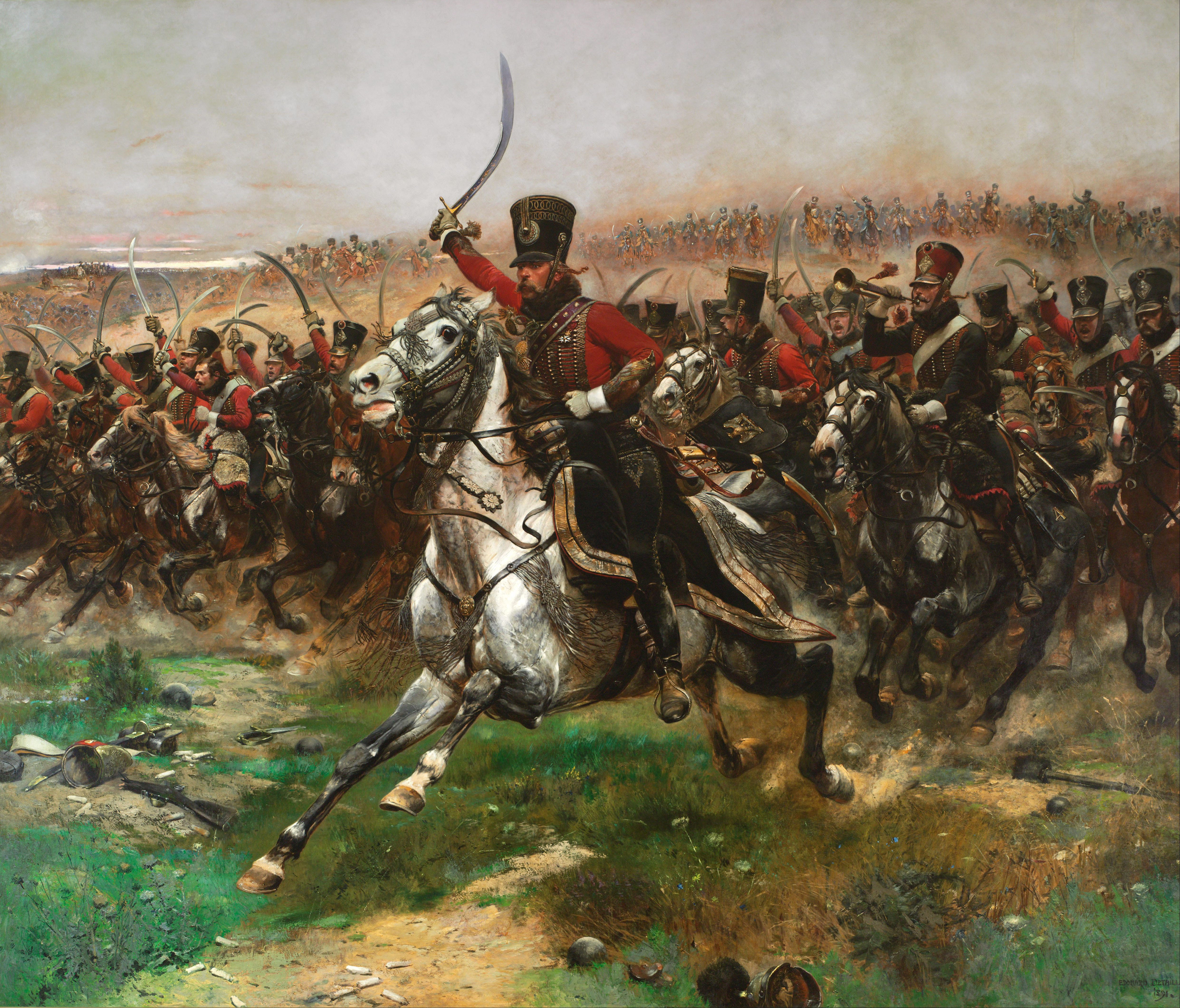
Французькі гусари в битві під Фрідландом 2 червня 1807 року. Картина Е. Детайля, 1891 р.

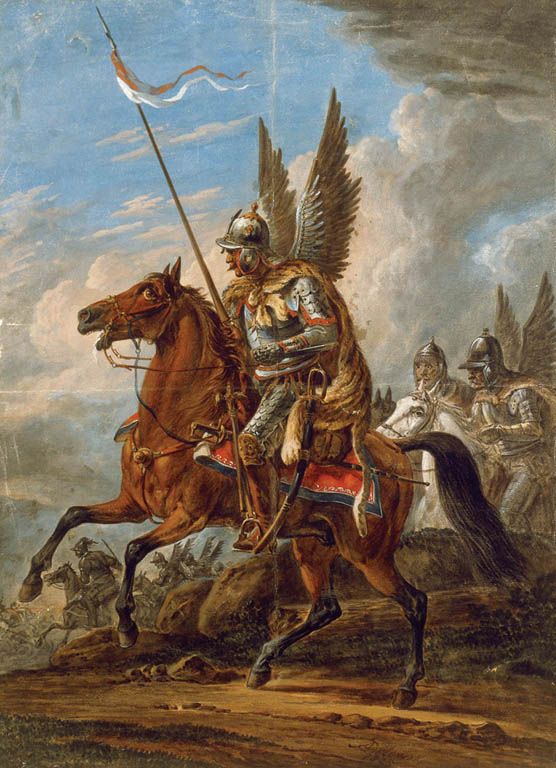
Польський гусар з крилами

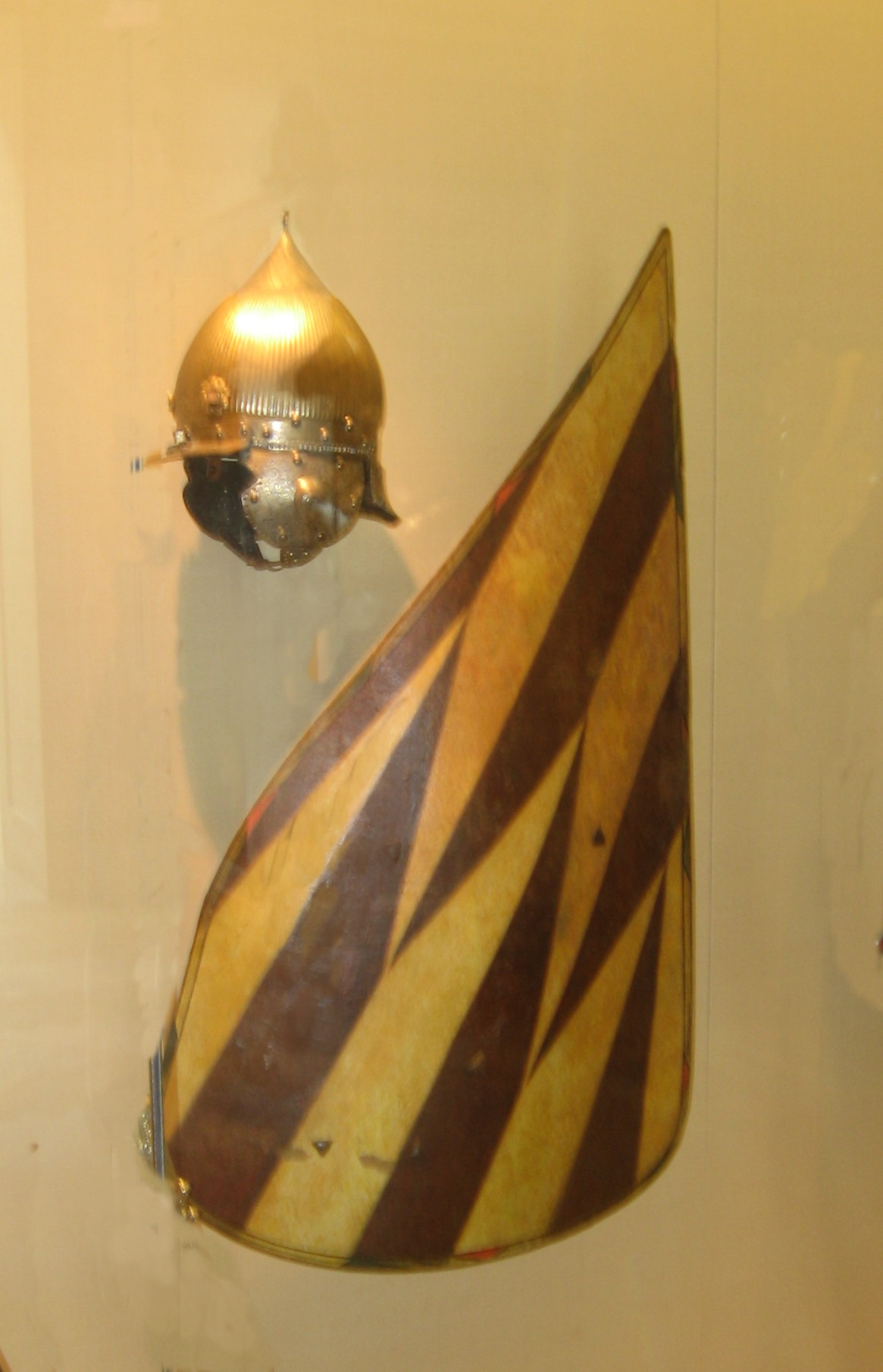
Шолом і щит угорського гусара XVI ст.

Гусари (угор. huszár), однина гуса́р, заст. гуса́рин — кавалерія (кіннота) в угорській, польській, російській та деяких інших арміях в XVI — поч. ХХ століття, що носила форму на угорський зразок.
Слово «гусари» походить з угорської мови, де huszár означає «солдат легкої кінноти», «гусар». Воно запозичене через серб. хусар/husar від візантійського χονσάριος («розбійник, розвідник»).

## Історія

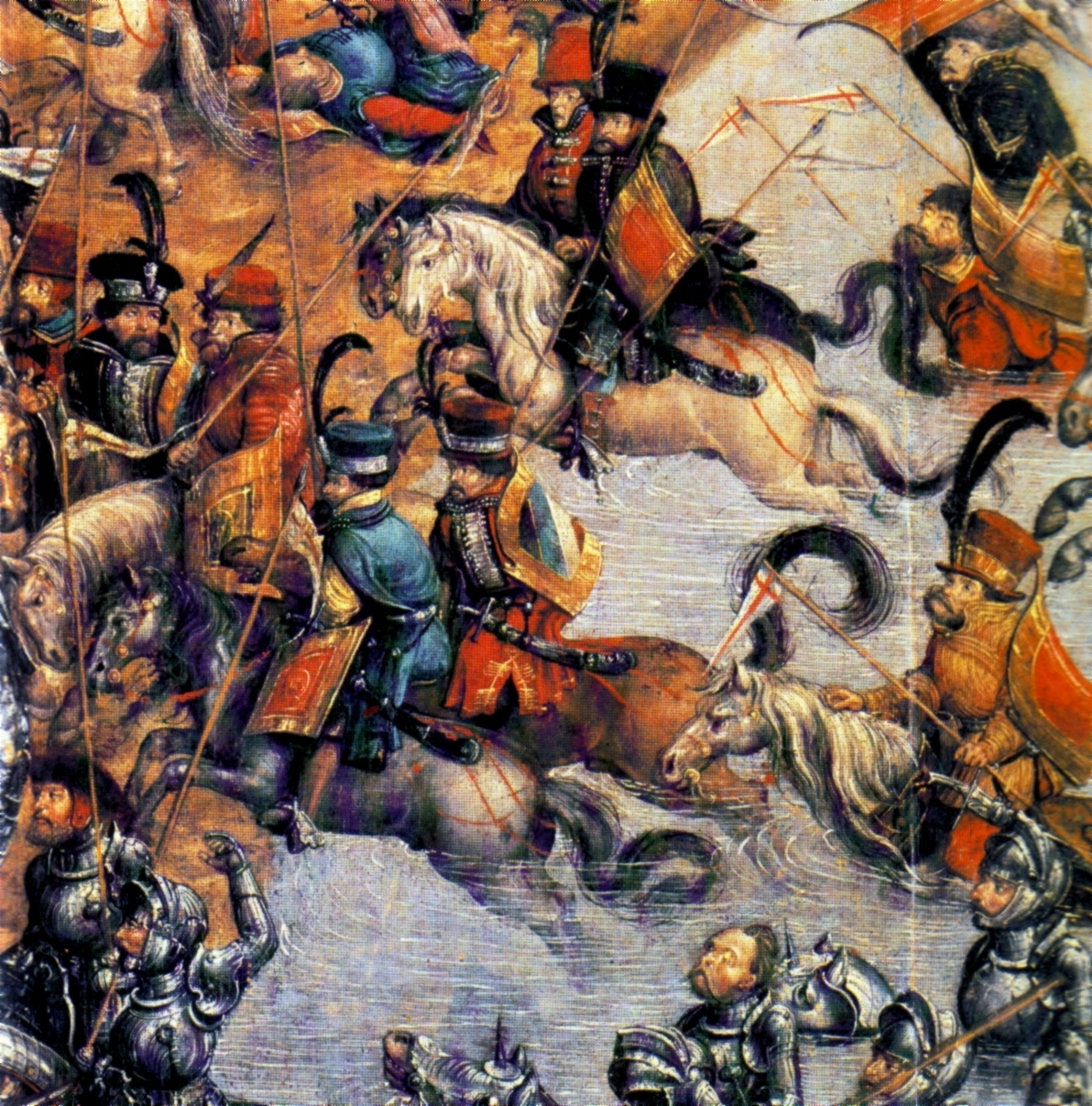
Легка кавалерія в битві під Оршею

### Крилаті гусари
Після поразки на Косовому полі 1389 року частина Сербії потрапила під вплив Угорського королівства. До середини XV ст. з сербів Далмації, Сербії були сформовані наймані загони легкої кавалерії. Король Матвій Корвін розбудовував кавалерію за рахунок найманців-сербів, ввівши в 1458 році принцип набору одного з двадцяти дворян на військову службу. Звідси походить версія про походження угорської назви «гусар» (huszár) від угорського слова húsz — «двадцятий». Після смерті короля та захоплення південної частини королівства Османською імперією частина сербів і угорців після 1490 р. перебралась до польського королівства для продовження боротьби з турками. З них сформували корогви легкої кавалерії, що не мали захисних лат та застосовували дерев'яні «турецькі» щити з витягнутою вверх однією стороною і довгі списи. Їх спосіб ведення бою називали «по-усарському» (po usarsku), що зрештою дало назву цьому виду кавалерії. Офіційно існування корогов гусарів затвердив Сейм 1503 року. Легкоозброєні кавалеристи були зображені на картині битві під Оршею 1514 р. На середину XVI ст. після занепаду важкоозброєної кінноти зросло значення легкої кавалерії. Король Стефан Баторій у 1570-х рр. розпочав реформувати корогви гусарів, як основу кавалерії Речі Посполитої, довівши її чисельність до 90 % кавалерії та ввівши захисні лати — кіраси. Формування корогов гусарів, як важкоозброєної кавалерії завершилось до 1698 р., коли вона становила 60-70 відсотків кавалерії.
Розквіт гусарії припав до 1621 рр., коли завдяки їй польське військо отримало ряд значних перемог над військом Швеції під Кірхгольмом (1605), московсько-шведським військом під Клушином (1610), турецьким військом під Хотином (1621), де узяло участь 8,2 тисяч гусарів. Завдяки довгим списам (4,5-6,2 м) гусарія була ефективною для проламування лав ворога, зокрема пікінерів. Крім того гусари були озброєні довгими мечами-кончарами (до 1,5 м), придатними для пробиття обладунків ворога, враження противника на землі. Кончари гусари застосовували після втрати списа і успішного проламування строю ворога. Списи були єдиною зброєю, якою гусарів забезпечувала держава. Загалом гусари стали елітним підрозділом національного аутораменту війська Речі Посполитої, адже виставлення товариша разом з почтом виносило не менш 5100 золотих, що становило вартість села. Через занепад Речі Посполитої після початку Визвольної війни почався занепад гусарії через значну вартість спорядження. Її чисельність не піднялась вище 3 тисяч у 1680-х роках, коли вона востаннє прославилась у битві під Віднем 1683 року. На ту пору через значне зубожіння шляхти, небажання членів родин магнатів поступати на військову службу, у гусарів не було коштів для купівлі дорогих обладунків та коней. Через це до корогов гусарів почали зачисляти панцерні корогви. Внаслідок цього гусарія знову стала легкою кавалерією. В ході Великої (четвертої) Північної війни проявилась неспроможність застарілої кавалерії протистояти модерній піхоті, кавалерії. У XVIII ст. гусари стали парадними підрозділами, що використовувались на урочистостях, похоронах знаті. Була ліквідована рішенням Сейму 1775 року.

## Розповсюдження підрозділів гусарів

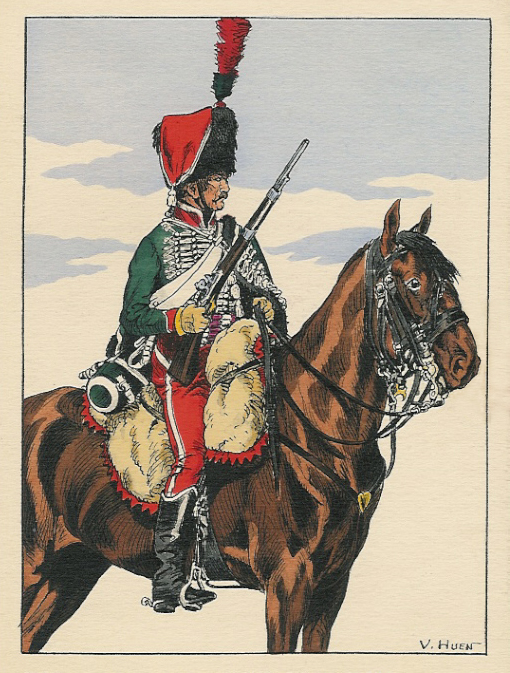
Французький гусар. 1804

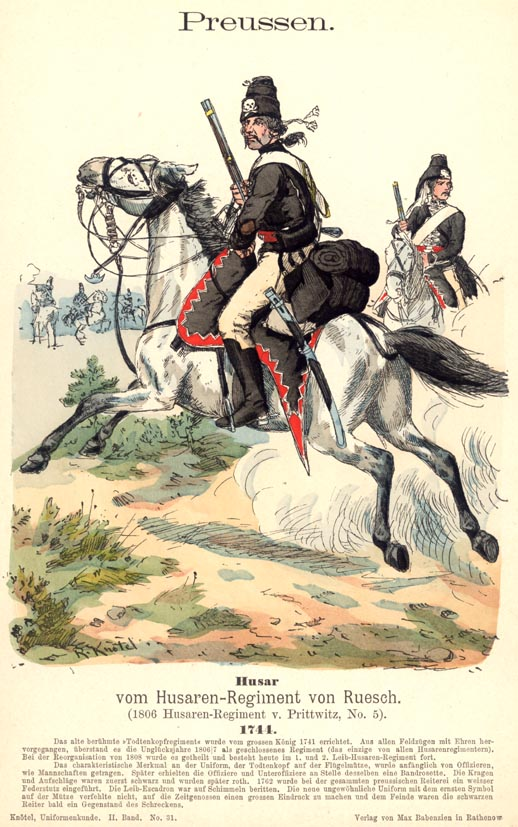
Прусський гусар. 1744

Після поразок початку XVII ст. розпочались спроби модернізації війська у Московському царстві. Зокрема за участі польської шляхти 1654 було створено формації з тисячі крилатих гусарів, які через недостатній вишкіл, озброєння за рік були розпущені. На 1679 було сформовано новий полк з 465 гусарів.
Після битви під Віднем було сформовано полк гусарів в Австрії (1688), Франції (1693), Пруссії (1721) Англії (1806), як підрозділи легкої кавалерії. Вони використовувались для розвідки, бойової сторожі, рейдів в тил ворога, захисту флангів військ, у авангардних і ар'єргардних боях.
Після приєднання до Московського царства Лівобережної України там почалось з 1720-х років створення формувань гусарів з сербів-втікачів, козаків, валахів, угорців. Катерина ІІ 1761 реформувала 12 полків Лівобережної і Слобідської України у полки легкої кавалерії. Після поділу Речі Посполитої на українських землях, що відійшли до Російської імперії, з 1787 розпочалось формування з козацьких сотень полків гусарів. На 1812 рік існували гусарські полки: Єлизаветградський, Ізюмський, Сумський, Олександрійський, Охтирський, Маріупольський, Лубенський, Ольвіопольський, Павлоградський, частину яких згодом вивели за межі України. Гусарські полки 1882 були реформовані у драгунські крім двох лейб-гвардійських. Після поразки у війні з Японією для відродження легенди про велику армію 1907 було відновлено 18 полків гусарів з мундирами 1870-х років.

## Уніформа

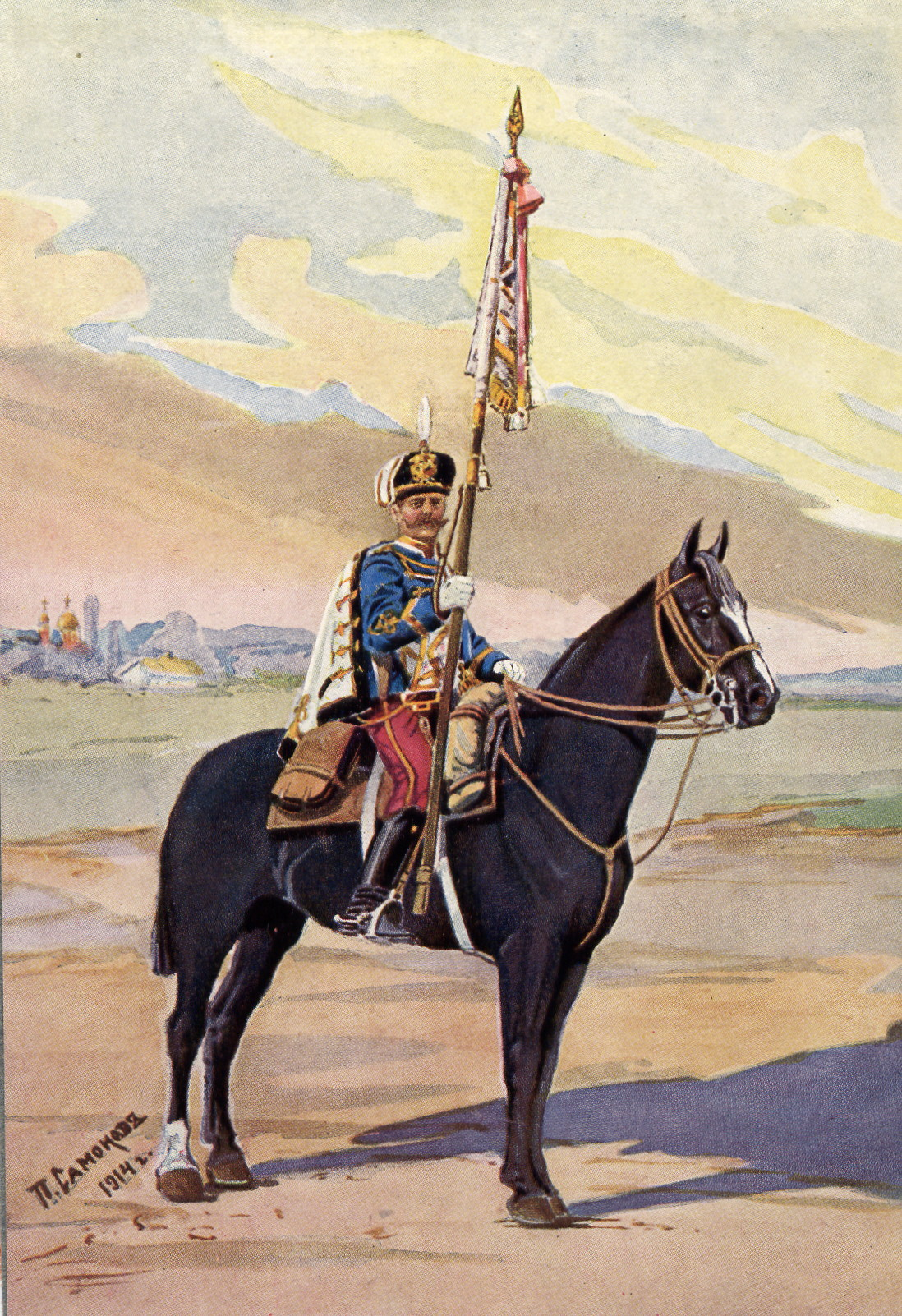
Гусар Єлизаветградського полку

Уніформу європейських гусарів XVIII—XIX ст. зазвичай складали: доломан (короткий гаптований мундир, обшитий овечим хутром), рейтузи (щільно обтягуючі гаптовані штани), ментик (обшита хутром пелеринка), ківер або високе чако (високий циліндричний головний убір з козирком), чоботи. Характерним аксесуаром була ташка — пласка сумка, підвішена на трьох паска́х до портупеї. Первісно вона призначалася для зберігання набоїв та інших дрібних речей, надалі залишалася як декоративний елемент.
Характерними для польських крилатих гусарів кінця XVI—XVII ст. були обладунки з крилами, через які вони й отримали свою назву. Призначення та спосіб кріплення крил на сьогодні достовірно невідомі.